# TS Kolejarz Opole
TS Kolejarz Opole (występuje pod nazwą OK Kolejarz Opole) – polski klub żużlowy z Opola.
W 2015 roku z inicjatywy działaczy Stowarzyszenia Hawi Racing Team reaktywowano sekcję żużlową w Opolu, która w kolejnym sezonie została zgłoszona do rozgrywek ligowych. Od 2017 roku prowadzeniem opolskiego żużla zajęło się Towarzystwo Sportowe Kolejarz Opole.

## Poszczególne sezony
| Sezon | Rozgrywki ligowe | Rozgrywki ligowe | Rozgrywki ligowe |
| Sezon | Liga             | Liga             | Miejsce          |
| ----- | ---------------- | ---------------- | ---------------- |
| 2016  | II               | I liga           | 10/11            |
| 2017  | III              | II liga          | 6/7              |
| 2018  | III              | II liga          | 4/7              |
| 2019  | III              | II liga          | 3/7              |
| 2020  | III              | II liga          | 2/6              |
| 2021  | III              | II liga          | 2/7              |
| 2022  | III              | II liga          | 2/7              |
| 2023  | III              | II liga          | 3/7              |
| 2024  | III              | KLŻ              | 4/6              |

| Poziom ligowy | Liczba sezonów | Sezony    |
| ------------- | -------------- | --------- |
| II            | 1              | 2016      |
| III           | 8              | 2017–2024 |

## Osiągnięcia

### Międzynarodowe
Poniższe zestawienia obejmują osiągnięcia klubu oraz indywidualne osiągnięcia zawodników krajowych (w zawodach drużynowych, par i indywidualnych) i zagranicznych (w zawodach indywidualnych) w rozgrywkach pod egidą FIM oraz FIM Europe.

#### Mistrzostwa świata
Indywidualne mistrzostwa świata juniorów
- 2. miejsce (1):
  - 2021 –  Mads Hansen

#### Mistrzostwa Europy
Indywidualne mistrzostwa Europy juniorów
- 3. miejsce (1):
  - 2019 –  Mads Hansen

#### Pozostałe
Indywidualny Puchar Europy U-19
- 3. miejsce (1):
  - 2019 –  Mads Hansen

## Kadra drużyny
Stan na 2 lipca 2025
| Kat.                                                   | Nar.      | Fed.      | Żużlowiec           | DMP (KLŻ) | DMPJ | Uwagi                                |
| ------------------------------------------------------ | --------- | --------- | ------------------- | --------- | ---- | ------------------------------------ |
| S                                                      | Polska    | Polska    | Hubert Łęgowik      | T         |      |                                      |
| S                                                      | Ukraina   | Ukraina   | Stanisław Melnyczuk | T         |      |                                      |
| S                                                      | Polska    | Polska    | Tomasz Orwat        |           |      | Wypożyczony do PSŻ-u Poznań          |
| S                                                      | Polska    | Polska    | Oskar Polis         | T         |      |                                      |
| S                                                      | Niemcy    | Niemcy    | Matrin Smolinski    | T         |      |                                      |
| S                                                      | Szwecja   | Szwecja   | Mathias Thörnblom   | T         |      |                                      |
| S                                                      | Polska    | Polska    | Grzegorz Walasek    |           |      | Wypożyczony do Ostrovii              |
| U21                                                    | Polska    | Polska    | Jakub Fabisz        | T         | T    |                                      |
| U21                                                    | Australia | Australia | James Pearson       | T         |      | Wypożyczony z Włókniarza Częstochowa |
| U21                                                    | Polska    | Polska    | Oskar Stępień       | T         | T    |                                      |
| U19                                                    | Polska    | Polska    | Kacper Sajdak       | T         | T    |                                      |
| U17                                                    | Polska    | Polska    | Dastin Łukaszczyk   | T         | T    |                                      |
| „” oznacza, że zawodnik został zgłoszony do rozgrywek. |           |           |                     |           |      |                                      |